# Accidente del Learjet 25 de 2012
El accidente del Learjet 25 de 2012 tuvo lugar aproximadamente a las 4:40 horas (UTC -6) del domingo 9 de diciembre de 2012. El avión siniestrado, un reactor ejecutivo Learjet 25 con matrícula N345MC, había despegado del Aeropuerto Internacional de Monterrey, Monterrey con destino al Aeropuerto Internacional Lic. Adolfo López Mateos, Toluca. Una hora y media después de su despegue la aeronave se precipitó al terreno, en el municipio de Iturbide, en el estado mexicano de Nuevo León. A bordo de la aeronave viajaba la cantante Jenni Rivera, que falleció al igual que sus acompañantes y tripulantes.
En diciembre de 2014, las autoridades mexicanas cerraron la investigación sobre lo que le pasó al avión. El director de Aeronáutica civil de México, Gilberto Gómez Meyer, afirmó que los resultados del accidente aéreo no podían ser concluyentes y que no habían sido capaces de determinar la causa exacta del accidente. Demandas que afectan a los propietarios del avión, la finca de Rivera, y los familiares de las personas a bordo se han presentado en los tribunales estatales y federales en los Estados Unidos.

## Hechos
Jenni Rivera había presentado un concierto en la ciudad de Monterrey, Nuevo León el día sábado 8 de diciembre. Una vez terminado, ya en horas de la madrugada del día 9 de diciembre, partió junto con varios acompañantes hacia el aeropuerto de Toluca, Estado de México, para presentarse como juez en el reality show mexicano La Voz... México. El avión partió del Aeropuerto Internacional de Monterrey a las 03:15 horas. Poco después de alcanzar una altura de 28,000 pies (8 530 m), el avión entró en un rápido descenso y se precipitó a una zona montañosa con una elevación de 9,000 pies (2 740 m). Los radares perdieron contacto con el avión cerca de las 04:40 horas, una hora y veinte minutos más tarde se procedió a iniciar la búsqueda de la aeronave con helicópteros por la zona donde se presumía que pasó el avión.
La aeronave fue encontrada totalmente destruida alrededor de las 16:20 horas. Durante unos minutos hubo dudas y especulaciones sobre si ese era el avión donde viajaba la cantante. Momentos después fue confirmado que en efecto era la aeronave, así como también se confirmó su fallecimiento.

### Sucesos
Los medios mexicanos especularon largamente acerca de la causa del accidente, pero no fue sino hasta el año 2017 cuando el abogado de la cantante dio a conocer el resultado de las investigaciones de la Administración Federal de Aviación de Estados Unidos (FAA), en colaboración con la Dirección General de Aviación Civil mexicana, mismas que determinan que la fatiga de un tornillo, parte del sistema de estabilización del estabilizador horizontal, fue la causante directa del accidente.
Cabe mencionar que esta aeronave además de contar con más de cuatro décadas de antigüedad, presentaba ya problemas; contaba con registros de mantenimiento falsificados y había ya tenido un accidente previo en 2005.

## Impacto

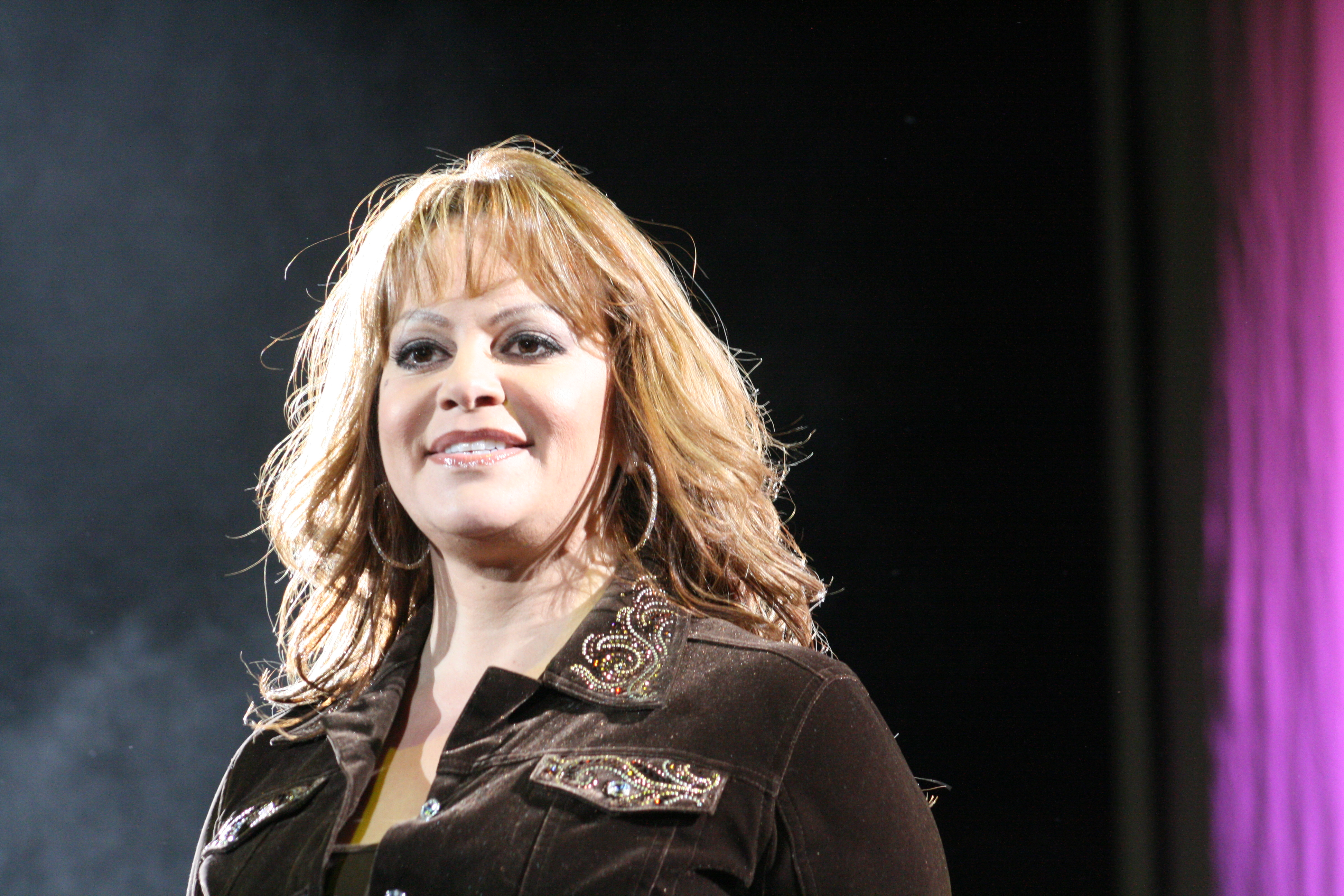
La cantante Jenni Rivera en 2009.

Historias de la desaparición de Rivera y la muerte aparecieron en Telemundo y Univisión, las principales redes de televisión en español en los Estados Unidos, así como CNN, MSNBC, ABC y el New York Times. Poco después de su muerte, CNN en Español informó que Rivera comenzó a ser más conocida internacionalmente, con su nombre como tendencia en Twitter en todo el mundo y un aumento de ventas de sus álbumes comprados por gente fuera de México y Estados Unidos.
El senador de Estados Unidos Marco Rubio hizo una declaración sobre la vida y muerte de Rivera en el senado, donde dijo que Rivera era «una verdadera historia de éxito estadounidense».

## Fallecidos

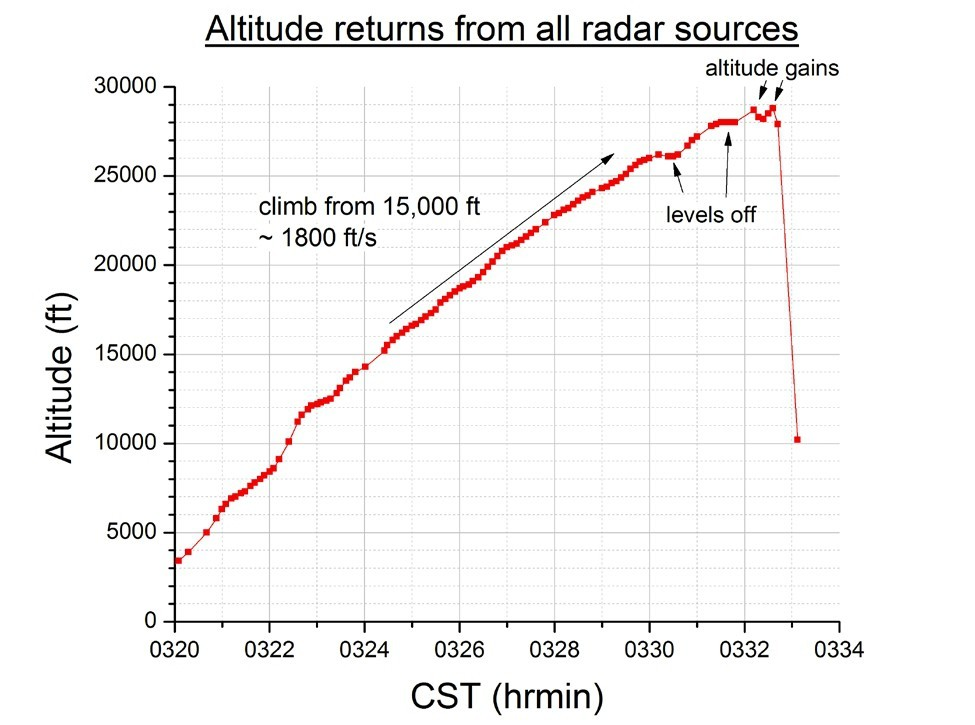

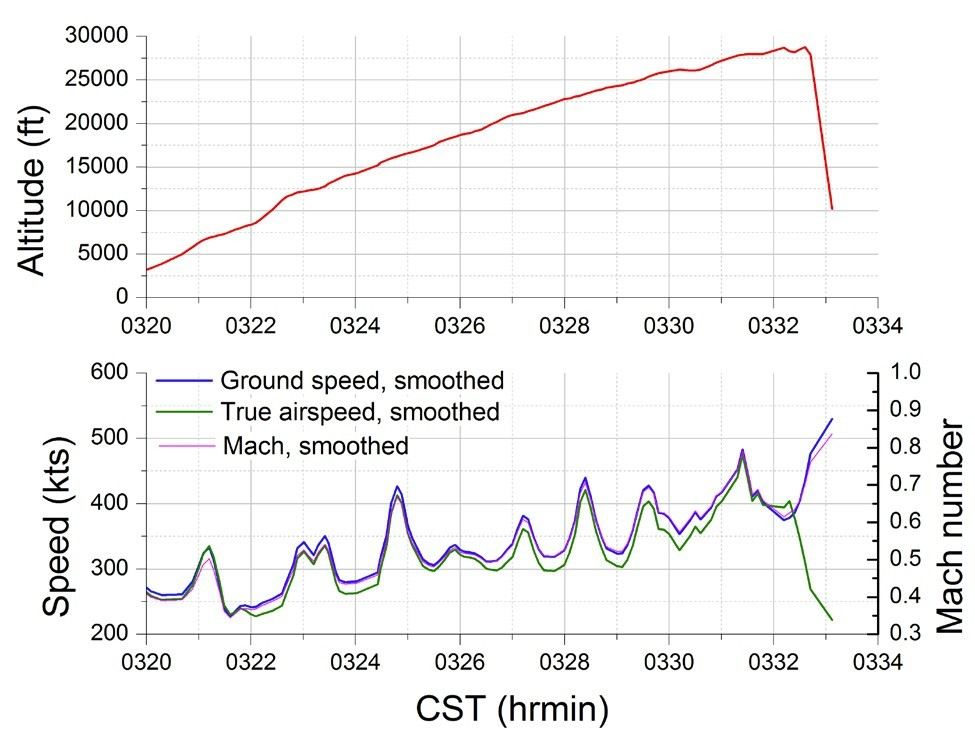

En el accidente murieron 7 personas en total, 5 pasajeros y dos pilotos.
Tripulación
- Miguel Pérez Soto.[11]
- Alessandro Torres Álvarez.[11]

Pasajeros
- Jenni Rivera (Dolores Janney Rivera).
- Arturo Rivera Ruiz.
- Mario Macías Pacheco.
- Jacob Yebale Aguilar.
- Jorge Armando Sánchez Vázquez.[12]

## Antecedentes del avión
El avión siniestrado fue construido en 1969 (43 años de antigüedad), del cual se confirmó que en 2005 el aparato había sufrido un grave percance en el Aeropuerto de la ciudad de Amarillo en el estado de Texas, Estados Unidos. No obstante, el certificado aeronáutico del avión, expedido el 6 de mayo de 2012, indicaba que la aeronave era apta para volar.

## Accidente similar
El Vuelo 261 de Alaska Airlines fue un avión McDonnell Douglas MD-83 que sufrió un grave accidente el 31 de enero de 2000 en el océano Pacífico, 4.3 km al norte de la isla Anacapa en California (Estados Unidos). Los pilotos, sobrecargos y los ochenta y tres pasajeros a bordo fallecieron cuando el MD-83 cayó al mar. Este vuelo internacional cubría la ruta Puerto Vallarta (México) - San Francisco - Seattle ambos en Estados Unidos.
La investigación posterior de la Junta Nacional de Seguridad del Transporte (NTSB) determinó que la causa probable fue la pérdida de control de cabeceo del avión producto de la falla de una tuerca tipo acme (de rosca con perfil trapezoidal) del vástago del estabilizador horizontal. Una lubricación insuficiente del engranaje del elevador provocó su desgaste excesivo y el subsiguiente trasroscado. Antes del impacto contra el mar, los pilotos intentaron invertir el avión para compensar el bloqueo del elevador en posición de descenso, aunque la maniobra no dio resultado.